# Bonnet (Francia)
Bonnet è un comune francese di 226 abitanti situato nel dipartimento della Mosa nella regione del Grand Est.

## Società

### Evoluzione demografica
Abitanti censiti